# Лиззи Уэн
«Лиззи Уэн» (англ. Lizie Wan, также Rosie Ann; Child 51, Roud 234) — народная баллада шотландского происхождения. Известна в двух вариантах: из рукописи Дэвида Хёрда и от собирателя фольклора Уильяма Мазеруэлла. Мазеруэлл записал свою версию со слов миссис Стори из Лохвинноха. Она озаглавлена «Рози Энн», длиннее на пять строф и отличается некоторыми деталями. В отличие от Хёрда, Мазеруэлл не публиковал этот текст, и он был напечатан только в собрании Чайлда.
На русский язык балладу перевёл Асар Исаевич Эппель.

## Сюжет
К Лиззи Уэн (Рози Энн), охваченной горем, приходит отец, который спрашивает, о чём грустит его дочь. Та рассказывает ему, что носит ребёнка от своего брата Джорди (в другой версии его зовут Джон, а эпизод повторяется с матерью и сестрой девушки). После к ней приходит сам брат и задаёт тот же вопрос, та отвечает и ему. Джорди, в гневе от того, что Лиззи рассказала об этом родным, выхватывает меч и убивает её, разрубив тело на три части. В ужасе от своего поступка, он приходит к матери. Она по внешнему виду сына понимает: что-то случилось. Тот говорит, что убил свою гончую, однако мать не верит, говоря, что кровь собаки не так красна (в другой версия убийца называет своего коня, а затем — деда). Джорди открывает правду и на расспросы матери даёт понять, используя адинатон, что теперь не вернётся домой. В одной версии ясно, что он собирается утопиться в море, в другой он хочет сесть на корабль и надеется, что его жена последует за ним, в то же время оставляя матери всё своё имущество и сына.
Леонид Аринштейн отмечает, что, в отличие от других форм кровных убийств, смерть сестры от руки брата в мировом фольклоре обнаруживается весьма нечасто. Убийство родственника с последующим похожим диалогом встречается в балладах «Эдвард» (Child 13) и «Два брата» (Child 49). Эти сюжеты были определённо известны Льюису Кэрроллу, написавшему в свои школьные годы поэму The Two Brothers с весьма сходным содержанием.